# Marmylaris
Marmylaris is een kevergeslacht uit de familie van de boktorren (Cerambycidae). De wetenschappelijke naam van het geslacht werd voor het eerst geldig gepubliceerd in 1866 door Pascoe.

## Soorten
Marmylaris omvat de volgende soorten:
- Marmylaris buckleyi Pascoe, 1857
- Marmylaris truncatipennis Breuning, 1940